# ニュージーランド海軍艦艇一覧
ニュージーランド海軍艦艇一覧は、ニュージーランド海軍が過去保有した、または現在保有する、または将来保有する予定の、未完成・計画中止を含めた歴代艦艇一覧である。
凡例

## 現有勢力（2024年現在）
- 国防予算：33億5,000万ドル[1]
- 海軍人員：2,318名[1]
- 艦船隻数：10隻（排水量20t以上）[1]

フリゲート×2
哨戒艦×2
哨戒艇×2
多任務艦×1
輸送艇×2
補給艦×1
- 航空機数：19機[1]

艦載ヘリコプター×16
陸上固定翼機×6

## 艦艇一覧（近代海軍）

### 主力艦

#### 戦艦
巡洋戦艦
- 英『インディファティガブル』級 - 1隻

ニュージーランド（New Zealand）

### 水上戦闘艦

#### 巡洋艦
防護巡洋艦
- パラス級 - 1隻

フィラメル（Philomel） - 1隻
軽巡洋艦
- 英『C』級 - 1隻

チャタム（Chatham）
- 英『D』級 - 2隻

ダニーデン（Dunedin）、ダイオミード（Diomede）
- 英リアンダー級 - 2隻

アキリーズ(Achilles)、リアンダー(Leander)
- 英クラウン・コロニー級 - 1隻

ガンビア(C-48 Gambia)
- 英ベローナ級（英ダイドー級改型） - 3隻

ベローナ(C-63 Bellona)、ブラック・プリンス(C-81 Black Prince)、ロイヤリスト(C-89 Royalist)

#### フリゲート
- 旧・英ロック級 - 6隻

タウポ(F-421 Taupo) ※旧ロック・シン(Loch Shin)、
ハウェア(F-422 Hawea) ※旧ロック・エク(Loch Eck)、
プカキ(F-424 Pukaki) ※旧ロック・アカナルト(Loch Achanalt)、
カニール(F-426 Kaniere) ※旧ロック・アクレイ(Loch Achray)、
ツチラ(F-517 Tutira) ※旧ロック・モリック(Loch Morlich)、
ロトイチ(F-625 Rotoiti) ※旧ロック・ケイトリン(Loch Katrine)
- タラナキ級（英ロスシー級改型） - 2隻

タラナキ(F-148 Taranaki)、オタゴ(F-111 Otago)
- 英リアンダー級 - 4隻(内2隻国産)

バッチ2：ウェリントン(F-69 Wellington) ※旧バカンティ(Bacchante)、サウスランド(F-104 Southland) ※旧ダイドー(Dido)
バッチ3(国産)：ワイカト(F-55 Waikato)、カンタベリー(F-148 Canterbury)
- テ・カハ級（独MEKO200ANZAC型） - 2隻(2隻計画中止)

テ・カハ(F-77 Te Kaha)、テ・マナ(F-111 Te Mana)

#### スループ
- ファイヤブランド（Firebrand）[2] - 1隻
- ラバーナム（Laburnum） - 1隻
- ヴェロニカ（Veronica） - 1隻

### 機雷戦艦艇
- バード級掃海艇
  - キーウィ（T102 Kiwi）、モア（T233 Moa）、トゥイ（T234 Tui）

### 両用戦艦艇
- カンタベリー (L421 Canterbury)

### 哨戒艦艇

#### 哨戒・警備艦艇
砲艦
- アモクラ（Amokura） - 1隻

哨戒艇
- プカキ級(レイク級)

プカキ (P3568 Pukaki)
ロトイティ (P3569 Rotoiti)
タウポ (P3570 Taupo)
ハウェア (P3571 Hawea)
- モア級

モア (P3553 Moa)
キウイ (P3554 Kiwi)
ワカクラ (P3555 Wakakura)
ヒナウ (P3556 Hinau)
哨戒艦
- オタゴ級

オタゴ（P148 Otago）、
ウェリントン（P55 Wellington）
トローラー
- ワカクラ（Wakakura） - 1隻 ※ Minesweeping Trawler

### 補助艦艇

#### 補給艦艇
補給艦
- エンデバー（A11 Endeavour）
- アオテアロア（A11 Aotearoa）[3]

給油艦・油槽艦
- ヌキュラ（Nucula）[4] - 1隻

#### その他
電纜敷設艦
- ツタネカイ（Tutanekai） - 1隻

航洋曳船
- トイア（Toia）[5] - 1隻

ヨット
- ヒネモア（Hinemoa） - 1隻